# Loke Viking
Loke Viking är ett Offshorefartyg och bogserbåt.
Hon kommer vara den första i sin klass av fyra fartyg som byggs för Trans Viking.